# C/2006 P2 (SOHO)
C/2006 P2 (SOHO) – kometa jednopojawieniowa odkryta na zdjęciach SOHO przez Arkadiusza Kubczaka. Została odkryta 2 sierpnia 2006 roku. Należy do grupy komet Kreutza. Była to pierwsza kometa SOHO odkryta przez Polaka.